# Marie Constant Fidèle Henri d'Hautpoul
Marie Constant Fidèle Henri Amand d'Hautpoul, född den 26 september 1780 i Lasbordes, Aude, död den 13 mars 1852, var en fransk markis och general. Han var bror till Alphonse Henri d'Hautpoul och kusin till Jean-Joseph Ange d'Hautpoul.
d'Hautpoul deltog i Napoleons fälttåg och utmärkte sig bland annat i slagen vid Wagram (1809) och Dresden (1813). Vid bourbonska restaurationen var han en av de första, som hyllade Ludvig XVIII och han förblev sedan bourbonerna trogen till sin död. Han utnämndes 1819 till brigadgeneral, 1823 till generalinspektör i Pyrenédepartementen och senare till generalinspektör över kungliga artilleriskolan. År 1833 begav han sig till Prag för att tjänstgöra som guvernör för hertigen av Bordeaux, men han vände snart tillbaka till Frankrike.